# Беларусь 24
«Беларусь 24» — белорусский международный государственный телеканал. Вещание ведётся на белорусском и русском языках. Зона покрытия охватывает 174 стран мира. Призван отражать белорусские и зарубежные политические, социальные и культурные реалии, предлагая зарубежным телезрителям объективную информацию о важнейших событиях в стране и мире. Это самые свежие новости, актуальные телепроекты и эксклюзивный кинопоказ. Основу эфира телеканала «Беларусь 24» составляют лучшие телепроекты национальных каналов.

## Концепция телеканала
Главная цель телеканала — это информирование о событиях и достижениях Белоруссии во всех сферах жизни страны, сохранение соотечественников в едином этнокультурном пространстве и повышение имиджа Белоруссии в глазах мирового сообщества.

## История
Впервые вышел в эфир 1 февраля 2005 года под названием «Беларусь-ТВ».
9—13 ноября 2005 года — телеканал назван событием года в информационном пространстве Евразии на Восьмом Евразийском телефоруме, который проходил в Москве.
7 мая 2007 года — программы белорусского канала ретранслируются с помощью спутника «Экспресс-АМ22», который обеспечивает связь и вещание на территории России (от Калининграда до Урала), стран СНГ, Европы, Ближнего Востока и Северной Африки.
28 марта 2008 года телеканал начал вещание на спутнике Galaxy 19 (97°W), сигнал которого распространяется на территории Северной Америки.
В 2009 году Национальная государственная телерадиокомпания Белоруссия подписала договор с Russian Media Group, LLC (Нью-Джерси) о распространении телеканала в Соединенных Штатах Америки.
13 декабря 2009 года после заключения договора между Национальной государственной телерадиокомпанией Белоруссии и компанией «I-RED Israel LTD» международный спутниковый телеканал «Беларусь-ТВ» появился в сети мобильного телевидения «Orange» в Израиле.
С 19 ноября 2011 года перешёл на круглосуточное вещание, до этого во время ночного перерыва в эфире транслировалась специальная заставка.
1 апреля 2012 года международный телеканал «Беларусь-ТВ» начал вещание на спутнике Eutelsat Hot Bird (13° в. д.), имеющем максимальную аудиторию: в зоне покрытия спутника находятся Европа, Америка, Ближний Восток, Центральная Азия, Индия, Северная Африка.
1 января 2013 года канал вышел в эфир под названием «Беларусь 24», сменив его в результате ребрендинга.
29 апреля 2014 года телеканал начал вещать со спутника ABS 2, покрывающего значительную часть территории Российской Федерации, стран СНГ и Балтии.
10 января 2017 года имиджевые ролики телеканала «Мы сделали это вместе» отметили спецпремией Президента Республики Беларусь.
30 марта 2018 года телеканал перешёл в формат вещания 16:9.
1 ноября 2018 года переход международного спутникового телеканала Белоруссии «Беларусь 24» на вещание в стандарте высокой чёткости (HD).

## Вещание
Телеканал распространяется в пакетах операторов спутникового и кабельного телевидения, также доступен посредством онлайн-вещания на официальном сайте www.belarus24.by, мобильных сервисов, IPTV и OTT платформ. Дистрибуцией телеканала в Российской Федерации занимается компания «Сигнал Медиа».

### Спутниковое вещание[11]
Сигнал международного телеканала «Беларусь 24» доступен с одного спутника:
- ABS-2 — покрывает значительную часть территории Российской Федерации, стран СНГ и Балтии. На данной платформе сосредоточены все основные пакеты телеканалов, транслируемых на территории России.

В зоне уверенного приема сигнала спутников, распространяющих телеканал, находится более 100 стран.
Сигнал «Беларусь 24» на всех спутниках не кодирован, бесплатный, находится в открытом доступе.

### Распространение в кабельных сетях
Договоры на распространение заключены порядка с 700 кабельными операторами.
Учитывая специфику вещания и главные задачи «Беларусь 24», наибольшее внимание уделяется странам-соседям и государствам, где широко представлено русскоязычное население. Особое место занимают Российская Федерация, Казахстан, страны Прибалтийского региона, при этом вечерние выпуски информационных программ дублируются англоязычными субтитрами. До 2021 года телеканал работал и на Украине, однако его трансляцию запретили  среди прочего за разжигание национальной розни и распространение дезинформации.

### Технические параметры вещания[11]
Для приёма сигнала канала «Беларусь 24» на спутнике ABS-2A:
- 75° восточной долготы
- транспондер: 6
- частота: 11665 МГц
- поляризация: горизонтальная
- символьная скорость потока: 44,922
- FEC — 5/6
- стандарт: DVB-S
- тип модуляции: QPSK

## Аудитория
Охват зрительской аудитории более 297 млн. человек.

## Программы
«Беларусь 24» является каналом-ретранслятором лучшей теле-, кино- и видео-продукции страны с долей собственного контента. Основу эфира составляет теле-продукция Белтелерадиокомпании, произведенная самостоятельно или третьими лицами по её заказу. В эфире максимально представлены информационные и информационно-аналитические программы, социально-политические проекты, документальные фильмы, история и культура белорусского народа.
- Информационно-аналитические программы — «Главный эфир», «24 вопроса», «Крупным планом», «Форум», «Специальный репортаж».
- Экономика и инновации — «Сфера интересов», «Про гаджеты», «Интеллект. BY».
- Программы о соотечественниках — «Наши», «Знай наших», "Под грифом «Известные».
- История — «История Беларуси», «Судьба гигантов».
- Культура и национальные традиции — «АРТиШОК», «Белорусская кухня», «Наперад у мінулае», «Славянский базар», «Талент краіны».
- Межнациональное согласие — «Реальная дипломатия», «Вокруг планеты», «25 лет после СССР».
- Туризм и спорт — «Я хочу это увидеть», «Музеи Беларуси», «Terra Incognita. Беларусь неизвестная», «Беловежская пуща», «Женщины и спорт», «Фактор силы», «Две стороны олимпийской медали».
- Познавательные, имиджевые тележурналы — «Беларусь Life», «Стройпроект», «Города Беларуси», «Размаўляем па-беларуску», «Архитектура Беларуси», «Сделано в Беларуси», «Здоровье», «Наукомания».